# 아가쓰마군

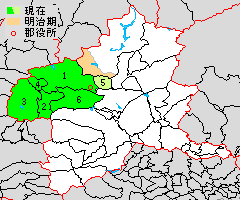
아가쓰마 군의 위치

아가쓰마군(일본어: 吾妻郡, あがつまぐん)은 일본 군마현 서부에 있는 군이다.
인구 47,503명, 면적 1,278.55km², 인구밀도 37.2명/km².(2025년 3월 1일, 추계인구)
이하 4정 2촌으로 설치되어 있다.
- 히가시아가쓰마정(東吾妻町)
- 구사쓰정(草津町)
- 다카야마촌(高山村)
- 쓰마고이촌(嬬恋村)
- 나카노조정(中之条町)
- 나가노하라정(長野原町)

## 군역
1878년 행정 구역으로 발족 당시의 군역은 위의 4정 2촌 중 다카야마촌을 제외하고, 아래를 더한 구역에 해당한다.
- 도네군 미나카미정(일부. 구 구가촌)

## 역사

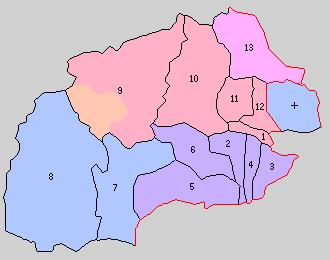
1.나카노조정 2.하라정 3.아즈마촌 4.오타촌 5.사카우에촌 6.이와시마촌 7.나가노하라정 8.쓰마고이촌 9.구사쓰촌 10.사와다촌 11.이사마촌 12.나쿠타촌 13.구가촌 (보라:히가시아가쓰마정 분홍:미나카미정 빨강:나카노조정 등색:구사쓰정 파랑:합병없음. +는 다카야마촌)

- 1889년 4월 1일 - 정촌제 시행으로, 아래의 정촌이 발족.(3정 10촌)
  - 나카노조정(中之条町): 현 나카노조정
  - 하라정(原町): 현 히가시아가쓰마정
  - 아즈마촌(東村): 현 히가시아가쓰마정
  - 오타촌(太田村): 현 히가시아가쓰마정
  - 사카우에촌(坂上村): 현 히가시아가쓰마정
  - 이와시마촌(岩島村): 현 히가시아가쓰마정
  - 나가노하라정(長野原町): 현 나가노하라정
  - 쓰마고이촌(嬬恋村):현 쓰마고이촌
  - 구사쓰촌(草津村): 현 구사쓰정, 나카노조정
  - 사와다촌(沢田村): 현 나카노조정
  - 이사마촌(伊参村): 현 나카노조정
  - 나쿠타촌(名久田村): 현 나카노조정
  - 구가촌(久賀村): 현 도네군 미나카미정
- 1896년
  - 4월 1일- 군제 시행을 위해 아래의 변경이 이루어졌다.(3정 10촌)
    - 도네군·기타세타군 및 아가쓰마군의 일부 구역(구가촌)으로 새로이 도네군이 발족. 구가촌이 군에서 이탈.
    - 니시군마군 다카야마촌(高山村)의 소속이 아가쓰마군으로 변경.

  - 7월 15일 - 군제 시행.
- 1900년 7월 1일 - 구사쓰촌이 폐지되어, 일부는 구사쓰정(草津町)이, 잔여부는 구니촌(六合村)이 각각 발족.(4정 10촌)
- 1955년
  - 3월 1일 - 하라정·오타촌·이와시마촌·사카우에촌이 합병하여, 새로이 하라정이 발족.(4정 7촌)
  - 4월 15일 - 나카노조정·사와다촌·이사마촌·나쿠타촌이 합병하여, 새로이 나카노조정이 발족.(4정 4촌)
- 1956년 2월 1일 - 하라정이 아가쓰마정(吾妻町)으로 개칭.
- 2006년 3월 27일 - 아가쓰마정·아즈마촌이 합병하여  히가시아가쓰마정(東吾妻町)이 발족.(4정 3촌)
- 2010년 3월 28일 - 구니촌이 나카노조정에 편입.(4정 2촌)